# Ćiril i Metod
Sveti Ćiril (grč.: Κύριλλος ; 826./827. – 14. veljače 869.) i Sveti Metod (grčki: Μεθόδιος ; 815. – 6. travnja 885.), kršćanski misionari i sveci.

## Životopis
Braća Ćiril (pravo ime Konstantin, ime Ćiril uzeo je nakon zaređenja) i Metod, obojica su rođena u Solunu. Poznati su i kao Solunska braća, Sveta braća i slavenski apostoli. Njihov otac Lav bio je visoki bizantski vojni zapovjednik (drungar). Najraniju mladost proveli su u Solunu koji je u to vrijeme bio posve okružen Slavenima. Metod je postao upravitelj jedne arhontije u istočnoj Makedoniji, dok je Ćiril, odgojen na carskom dvoru, nakon završenih filozofskih i teoloških studija bio postavljen za bibliotekara Svete Sofije u Carigradu i učitelja filozofije na carigradskoj visokoj školi. 
Godine 851. Ćiril je postao član bizantskog poslanstva arapskom kalifu u Samari, a 856. u doba političkih i crkvenih trzavica Metod je napustio svoj položaj arhonta i povukao se u samostan na Olimpu u Maloj Aziji. Malo kasnije za njim je došao i Ćiril. Po nalogu bizantskog cara Mihaela III., 860. oba brata su otišla kao misionari među tursko-tatarske Hazare u južnoj Rusiji.
Neposredno nakon povratka iz Rusije angažirani su za novu misiju kod Slavena. Naime, 862. poslanstvo moravskog kneza Rastislava od cara Mihaela III. zatražilo je biskupa i svećenike koji će propovijedati na slavenskom jeziku kršćansku vjeru. Zadatak je bio velik i delikatan. Na područjima prostrane Rastislavljeve države širili su kršćanstvo već od početka 9. stoljeća njemački svećenici iz regensburške i pasaunske dijeceze. Rastislav, bojeći se njihovog političkog utjecaja, traži u Bizantu oslonac protiv kralja Ludviga Njemačkog, ispod čije se vlasti ogorčenom borbom istrgao. Rastisavljeva koncepcija išla je za tim da samostalna moravska crkva s domaćim klerom i vlastitim liturgijskim jezikom postane brana svakom stranom utjecaju.
Bizant je donekle udovoljio Rastislavovoj želji i poslao mu Ćirila i Metoda. Braća su se za ovaj posao ozbiljno spremili; Ćiril je sastavio prvo slavensko pismo (glagoljicu) i na jezik makedonskih Slavena iz okolice Soluna (koji su od djetinjstva dobro znali) preveli su najnužnije crkvene knjige. Na taj su način stvorili prvi slavenski književni jezik i postavili temelje slavenskoj književnosti. Godine 863. braća kreću na put i stižu 864. knezu Rastislavu koji ih je gostoljubivo primio, ali uspjeh njihove misije, mnogobrojni učenici i narodne simpatije izazivaju reakciju njemačkog klera. Protiv slavenskih misionara počinje borba njemačkog svećenstva. Glavni argument protivnika slavenske liturgije bila je tzv. trojezična teorija prema kojoj postoje samo tri sveta jezika na kojima se mogu vršiti vjerski obredi: hebrejski, grčki i latinski.
Nakon trogodišnjeg boravka u Moravskoj braća polaze na put kako bi biskup zaredio Metoda i nove slavenske svećenike. Došavši u Panoniju neko vrijeme su se zadržali na dvoru kneza Kocelja kako bi ga upoznali sa svojim radom na slavenskoj crkvenoj knjizi. Stekavši i tu mnogo učenika polaze u Veneciju gdje su morali voditi oštru polemiku s tamošnjim "trojezičnjacima". Odatle ne kreću za Carigrad, gdje je car Mihael III., a vlast preuzeo Vasilije Makedonski, već odlaze u Rim. Papa Hadrijan II. vidi u slavenskim misionarima dobre pomagače u borbi protiv osiljenih i neposlušnih njemačkih nadbiskupa i njihova suverena te ih prima svečano. U Rimu se Ćiril razboli i uskoro kao redovnik umire u Rimu (sahranjen je u crkvi sv. Klementa, gdje je i danas sačuvan njegov grob). Hadrijan je odobrio slavensku službu, a Metoda poslao 869. knezu Kocelju, čak ga prilikom njegovog drugog boravka u Rimu posvetio za panonskog nadbiskupa. Time je zapadni Ilirik trebao biti izdvojen iz jurisdikcije salzburškog nadbiskupa i podvrgnut izravno Rimu.
Čim je Metod došao u Panoniju, njemački ga svećenici napadaju kao heretika, a kada je stigao u Moravsku (gdje je Rastislava zbacio njegov sinovac, njitranski knez Slavopuk) njemački biskupi pozivaju Metoda na svoju sinodu, osuđuju ga i bacaju u tamnicu, gdje je ostao 2,5 godine. Godine 873. Metod je na papin nalog pušten iz tamnice, ali je slavenska liturgija zabranjena. Kako je Metod ipak nastavio svoju djelatnost te se slavensko bogoslužlje sve više širilo po Moravskoj podignuta je protiv njega optužnica u Rimu. Metod je 879. pozvan pred papu da se opravda. Papa Ivan VIII., nastojeći da ne ošteti rimske pozicije u Moravskoj i ostajući kod odluka svojega prethodnika Hadrijana, potvrdio je slavensko bogoslužlje bulom Industriae tuae iz 880. godine. Isto je učinio i 882. carigradski patrijarh Focije koji se u to doba bio pomirio s papom.
Metod prevodi u Moravskoj na slavenski jezik Bibliju. Nakon njegove smrti u Moravskoj je zabranjena slavenska liturgija, a knez Svatopluk je prognao njegove učenike. Neki od njih prodani su u ropstvo, a neki su se uspjeli skloniti u Bugarsku, Makedoniju, Rašku i primorsku Hrvatsku gdje su nastavili svoj rad. Prijevodom liturgijskih i biblijskih knjiga udarili su Ćiril i Metod temelje slavenskoj pismenosti.

## Unutarnje poveznice
- Slavorum Apostoli, enciklika Ivana Pavla II. o sv. Ćirilu i Metodu
- Trojezična hereza

## Vanjske poveznice
Mrežna mjesta
- Ćiril i Metod, sv., Hrvatska opća enciklopedija